# Otiothops setosus
Otiothops setosus là một loài nhện trong họ Palpimanidae. Loài này được phát hiện ở Brasil.